# Duby u Velkého rybníka
Duby u Velkého rybníka jsou památné stromy v Plzni. Tři duby letní (Quercus robur) jsou zbytkem původního osázení hráze Velkého Boleveckého rybníka z 15. století. Největší z nich s obvodem kmene 710 cm dosahuje výšky 29 m (měření 2000). Dva menší duby stejné výšky 17 m mají měřené obvody kmene 570 cm a 460 cm (měření 1986). Za památné byly uznány vyhláškou Národního výboru města Plzně ze dne 22. září 1987, chráněny jsou pro svůj věk a vzrůst.
Největší z dubů má dva kmeny, z nichž jeden byl již zcela zničen a druhý je uvnitř celý dutý. Díky citlivému ošetření však strom přežívá.
Podle pověsti, zapsané v roce 1936, je pod největším dubem na hrázi Velkého rybníka zakopán poklad. Jedná se však o strom, který byl již dříve pokácen.